# Левен, Матс
Матс Левен (швед. Mats Levén; родился 11 сентября 1964 года в Мёльндале, Швеция) — шведский вокалист, наиболее известен по работе со шведской симфоник-метал-группой Therion и классиками дум-метала Candlemass. Левен по-прежнему официально числится вокалистом шведской дум-метал-группы Krux.

## Биография
Левен начал карьеру в 1986 с небольшой группы друзей, названной Capricorn. Три года спустя он присоединился к шведской рок-группе Swedish Erotica и выпустил с ними альбом и несколько синглов.
В 1992 году он начал сотрудничать с другой шведской группой Treat, с которой он записал альбом и сингл в качестве ведущего вокалиста. В середине 1990-х он работал с Abstrakt Algebra (группа басиста и композитора Candlemass Лейфа Эдлинга) и сделал бэк-вокал для шведской хэви-метал-группы Lion’s Share. Он также начал сотрудничать с кавер-группой AC/DC, названной AB/CD, с которым он продолжает выступать до настоящего времени. В 1997 он объединился со шведско-американским гитаристом Ингви Мальмстином. Вместе они записали альбом Facing the Animal, в котором принял участие знаменитый ударник Кози Пауэлл, для которого он оказался последней работой. В 1998 году они отправились в турне по Японии, Южной Америке, Европе и Великобритании. Во время аншлагового концерта в Бразилии был записан концертник и видеофильм с простым названием «Yngwie Malmsteen LIVE!!». В 1998 Левен так же сотрудничал с группой Southpaw.
В 1999 году Матс сотрудничал с Понтус Норгрен. Через год последовал проект Dogface, в рамках которого было выпущено два альбома. В 2002 году он снова объединился с Эдлингом и была создана дум-метал-группа Krux. Следующее успешное для Левена сотрудничество началось через год, когда немецкий гитарист Олаф Ленк предложил принять участие в его группе At Vance в качестве ведущего вокалиста. Совместно они выпустили два успешных альбома The Evil in You (2003) и Chained (2005). В это же время он записал альбом с группой Sabbtail.
Примерно в конце 2003 года Левен был приглашен шведской симфоник-метал-группой Therion для записи двух выпущенных одновременно альбомов: Sirius B и Lemuria. Вместе с группой Матс отправился в полуторагодичный тур в поддержку альбомов. Видеозапись концерта в Мексике вышла на DVD Celebrators of Becoming. Благодаря успешному сотрудничеству Матс был приглашен для записи следующего альбома.
Первые месяцы 2006 года принесли новое удачное сотрудничество для Левена. Он записал 5 песен для альбома Reflections of the Obscure группы Essence of Sorrow (проект гитариста группы Divinefire Джани Стефановича). В этом же году была записана вокальная партия для другого нового проекта Fatal Force (с участием датских гитариста Torben Enevoldsen и барабанщика Daniel Flores) и в апреле 2006 года был выпущен одноименный альбом. Для шведской группы The Poodles Левен записал бэк-вокал песни Night of Passion с которой они заняли 4-е место в шведском отборочном туре на конкурсе Евровидение. Была закончена запись нового альбома Krux, выпущенного 18 октября 2006 года. 12 января 2007 года вышел тринадцатый студийный альбом шведов Therion Gothic Kabbalah. В отличие от предыдущих альбомов, на которых музыка полностью писалась основателем и гитаристом группы Кристофером Йонсоном, на Gothic Kabbalah к написанию песен приложили руку все участники группы, в том числе и Матс Левен. В поддержку альбома был проведён тур, по итогам которого был выпущен концертный альбом Live Gothic. На песню Son of the Staves of Time был снят видеоклип. 9 декабря 2006 года, Матс выступил вместе с Therion на концерте в сопровождении оркестра и хора в Бухаресте, Румыния. В сет лист были включены, как песни Therion, так и известные классические произведения, исполненные в особой манере Therion. В Therion Матс делил вокальные партии с ещё одним вокалистом Сноуи Шоу и двумя вокалистками: Лори Льюис и Катариной Лильей. В июне 2007 года Матс был уволен из группы. Причиной, по словам Кристофера, стали амбиции: «Матс — прирождённый фронтмен. Когда ему приходилось ограничиваться ролью одного из четырёх вокалистов… мы на сцене чувствовали его дискомфорт». Его место занял Томас Викстрём.
После ухода из Therion, Матс записал бэк-вокал для альбома Worlds Collide группы Apocalyptica. Песня Death is alive вышла на юбилейном сборнике Into the Light в честь 20-летия немецкого звукозаписывающего лейбла Nuclear Blast. В дальнейшем, Левен записал вокал для альбома-трилогии израильской метал-группы Amaseffer, гастролировал с французской прогрессив-метал-группой Adagio.
В 2011 Левен был приглашен греческой хэви-метал-группой Firewind для замены вокалиста Аполло Папафанасио во время их европейского турне.
В апреле 2012 года он принимает участие в туре с программой Queen symphonic rhapsody вместе с участниками Therion — вокалистом Томасом Викстрёмом и гитаристом Кристианом Видалем.
С июня 2012 года Матс принимает участие во всех живых выступлениях Candlemass в качестве основного вокалиста, вместо покинувшего группу Роберта Лоу, но официально в состав Candlemass не включен. На опубликованном концерте Candlemass - Full Show - Live at Wacken Open Air 2013 Матс опять в качестве вокалиста.

## Дискография

### Группы/Проекты
- Swedish Erotica — Swedish Erotica (1989)
- Treat — Treat (1992)
- Abstrakt Algebra — Abstrakt Algebra (1995)
- AB/CD — Cut The Crap (1995)
- Yngwie Malmsteen — Facing the Animal (1997)
- Southpaw — Southpaw (1998)
- Yngwie Malmsteen — Double Live! (1998)
- Treat — Muscle In Motion (1999 — bootleg)
- Pontus Norgren — Damage Done (1999)
- Dogface — Unleashed (2000)
- Dogface — In Control (2002)
- Krux — Krux (2002)
- At Vance — The Evil In You (2003)
- Sabbtail — Nightchurch (2004)
- Therion — Lemuria / Sirius B (2004)
- At Vance — Chained (2005)
- Swedish Erotica — Too Daze Gone (2005)
- Fatal Force — Fatal Force (2006)
- Krux — II (2006)
- Abstrakt Algebra — II (recorded 1997 — released 2006 as Bonus CD with the re-release of Candlemass album Dactylis Glomerata)
- Therion — Gothic Kabbalah (2007)
- Amaseffer — Slaves for Life (2008)
- Radiance — The Burning Sun.[4]
- Krux — He Who Sleeps Amongst The Stars (2012)
- Opera Diabolicus — 1614 (2012)
- Amaseffer — When Lions Leave their Den (2013?)
- Revertigo — Revertigo (2018)

### Приглашенный вокалист
- Various Artists — A Salute To AC/DC (1999 — vocals on Riff Raff)
- Various Artists — Power From The North (1999 — vocals on Disciples of Hell)
- Various Artists — A Tribute To Grand Funk Railroad (2000 — backing vocals on Upsetter)
- Various Artists — The Spirit Of The Black Rose (2001 — vocals on Suicide)
- Various Artists — Bajen Forever (2001 — vocals on Victory)
- Various Artists — Blackmore’s Castle (2003 — vocals on Space Truckin)
- Svullo — För Fet För Ett Omslag (2003 — vocals on 2 songs)
- Leif Edling — The Black Heart Of Candlemass (2003 — vocals on 6 Abstrakt Algebra demos including White Heat Red Hot)
- Various Artists — The Sweet According To Sweden (2004 — vocals on Sweet Fanny Adams)
- Audiovision — The Calling (2005 — lead and backing vocals)
- The Bear Quartet — Eternity Now (2006 — vocals on 2 songs)
- Essence Of Sorrow — Reflections Of The Obscure (2007 — vocals on 5 songs)
- Nuclear Blast Allstars — Into The Light (2007 — vocals on Death is Alive)
- Jupiter Society — First Contact // Last Warning (2008 — vocals on 3 songs and drums on 2)
- Crucified Barbara — Til Death Do Us Party (2009 — vocals on «Jennyfer»)
- Jupiter Society — Terraform (2010 — vocals on 2 songs and drums on 1)
- Adagio — 2010 European tour[5]
- Wisdom (Hungarian heavy metal band) — Judas (LP 2011) — Vocals in the song «Judas»
- Cem Köksal — Vigilante Episode One (2011 Vocals on Awakened One, Don Quixote, Stalkers In The Night)
- Crownless — Dark Evolution (2011 — vocals on Thorns)
- Nubian Rose — Mountain (2012 — vocals on «Close My Eyes Forever»)

### Бэк-вокал
- Lion’s Share — Lion’s Share (1994)
- Conny Bloom’s Titanic Truth — Titanic Truth (1996)
- Lion’s Share — Two (1996)
- Vildsvin — Iskallt Begär (1997)
- Zifa — The Last Dog (1997)
- John Norum — Slipped Into Tomorrow (1999)
- Jessica Folcker — Dino (2000)
- Alfonzetti — Ready (2000)
- Little Chris — At Last… (2002)
- Adam Thompson — Reconnected (2004)
- Gypsy Rose — Gypsy Rose (2005)
- Narnia — Enter The Gate (2006)
- Shineth — 11 of 10 (2006)
- Lion’s Share — Emotional Coma (2007)
- Apocalyptica — Worlds Collide (2007)
- Nubian Rose — Mountain (2012)

### DVD
- Yngwie Malmsteen — Live!! (1998 — VHS)
- Yngwie Malmsteen — Live!! (2000 — DVD)
- Yngwie Malmsteen — Videoclips (2000 — appears on Alone in Paradise and Like an Angel)
- Krux — Live (2003)
- Monsters Of Metal — Live At Draken (2004)
- Therion — Celebrators Of Becoming (2006)
- Candlemass — 20 Year Anniversary Party (2007 — appears on Black Dwarf)
- Therion — Live Gothic (2008)
- Therion — The Miskolc Experience (2009)